# Liste der Naturdenkmale in Beilrode

Wappen von Beilrode

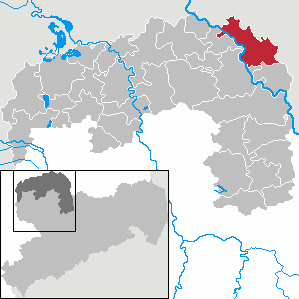
Lage von Beilrode

In der Liste der Naturdenkmale in Beilrode werden die Einzel-Naturdenkmale, Geotope und Flächennaturdenkmale in der nordsächsischen Gemeinde Beilrode und ihren Ortsteilen Dautzschen, Döbrichau, Döhlen, Eulenau, Großtreben-Zwethau, Kreischau, Last, Neubleesern und Rosenfeld aufgeführt.
Bisher sind lt. Quellen 2 Einzel-Naturdenkmale, 0 Geotope und 1 Flächennaturdenkmale bekannt und hier aufgelistet.
Die Angaben der Liste basieren auf Daten des Geoportals Sachsenatlas und den Daten auf dem Geoportal Nordsachsen.

## Definition
„Gesetz über Naturschutz und Landschaftspflege (BNatSchG), § 28 Naturdenkmäler:
 Naturdenkmäler sind rechtsverbindlich festgesetzte Einzelschöpfungen der Natur oder entsprechende Flächen bis zu fünf Hektar, deren besonderer Schutz erforderlich ist
1. aus wissenschaftlichen, naturgeschichtlichen oder landeskundlichen Gründen oder
2. wegen ihrer Seltenheit, Eigenart oder Schönheit.“

„SächsNatSchG, § 18 Naturdenkmäler (zu § 28 BNatSchG):
1. Die Erklärung nach § 22 Abs. 1 BNatSchG von Teilen von Natur und Landschaft als Naturdenkmal erfolgt durch Rechtsverordnung oder Einzelanordnung.
2. Über § 28 Abs. 1 BNatSchG hinaus können Naturdenkmäler zur Sicherung von Lebensgemeinschaften oder Lebensstätten von im Bestand gefährdeten oder streng geschützten Arten festgesetzt werden.“

## Legende
- Bild: zeigt ein vorhandenes Foto des Naturdenkmals.
- ND/FND-Nr: zeigt die jeweilige Nr. des Objekts
- Beschreibung: beschreibt das Objekt näher
- Koordinaten: zeigt die Lage auf der Karte
- Quelle: Link zur Referenzquelle

## (Einzel-)Naturdenkmale (ND)
| Bild           | ND-Nr.   | Ortsteil  | Alter       | Beschreibung | Koordinaten                 | Quellen |
| -------------- | -------- | --------- | ----------- | --- | --------------------------- | ------- |
| Weitere Bilder | nso: 243 | Rosenfeld | 18./19. Jh. | etwa 550 m lange Allee aus Linden, südlich Neubleesern in südwestliche Richtung; ursprünglich 1725 geplant als Teil eines Alleensystems, das die fünf Gestüte Repitz, Graditz, Kreischau, Döhlen, Neubleesern und das Rittergut Mahla miteinander verbinden sollte, zwischen 1866 und 1906 angelegt, bestehend aus wechselseitig gepflanzten Sommer- (Tilia platyphyllos) und Winterlinden (Tilia cordata), Baum-Abstand etwa sechs Meter (auch als Kulturdenkmal in Sachsen Objekt-ID: 09229241 ausgewiesen) | 51° 35′ 35″ N, 13° 7′ 56″ O | nso243  |
| Weitere Bilder | nso: 271 | Döbrichau | unbek.      | Birnbaum (Pyrus communis) in Döbrichau, Ortsrand am südlichen Ende der Kirchstraße | 51° 36′ 34″ N, 13° 0′ 48″ O | nso271  |

## Flächen-Naturdenkmale (FND)
Link zu einem Kartenansichtstool, um Koordinaten zu setzen.
| Bild                          | Bezeichnung                       | Lage                                       | Beschreibung | Datum      | Nummer           |
| ----------------------------- | --------------------------------- | ------------------------------------------ | --- | ---------- | ---------------- |
| mehr Fotos \| Fotos hochladen | Dörnerdamm Graditz/Eulenau (nord) | Beilrode (51° 33′ 23,9″ N, 13° 2′ 55,1″ O) | Dörnerdamm Graditz (Fläche: 2,4 ha; Umfang: 2.112 m) Flurwaldbiotop zwischen Graditz und Eulenau, welches sich etwa 800 m nördlich Graditz an der B 183 befindet; auf dem Gebiet der Gemeinde Beilrode liegt der nördliche Teil des bewachsenen Flurdamms vom südlich gelegenen Haupt-Gestüt Graditz bis zum Verlauf der Alten Elbe am Werdauer Weg im Norden. | 26.10.2010 | nso:222 tdo: 362 |